# Candelaria (Campeche)
Candelaria (México) é um município do estado de Campeche, no México.